# Ponte Giuseppe Mazzini
De Ponte Giuseppe Mazzini is een brug over de Tiber in Rome die de wijk Regola op de linkeroever verbindt met de wijk Trastevere op de rechteroever.
De 106,15 meter lange boogbrug is gebouwd tussen 1904 en 1908. Het ontwerp was afkomstig van de ingenieurs Viani en Moretti die een klassieke brug tekenden met drie segmentbogen. De brug is vernoemd naar Giuseppe Mazzini, die een belangrijke rol speelde ten tijde van de Italiaanse eenwording.
Ponte di Castel Giubileo · Ponte Tor di Quinto · Ponte Flaminio · Ponte Milvio · Ponte Duca d'Aosta · Ponte della Musica · Ponte del Risorgimento · Ponte Giacomo Matteotti · Ponte Pietro Nenni · Ponte Regina Margherita · Ponte Cavour · Ponte Umberto I · Ponte Sant'Angelo · Ponte Vittorio Emanuele II · Ponte Principe Amedeo Savoia Aosta · Ponte Giuseppe Mazzini · Ponte Sisto · Ponte Garibaldi · Ponte Fabricio en Ponte Cestio · Ponte Rotto · Ponte Palatino · Ponte Sublicio · Ponte Testaccio · Ponte San Paolo · Ponte dell'Industria · Ponte Guglielmo Marconi · Ponte della Magliana · Ponte di Mezzocammino · Ponte Tor Boacciana